# Březulovité

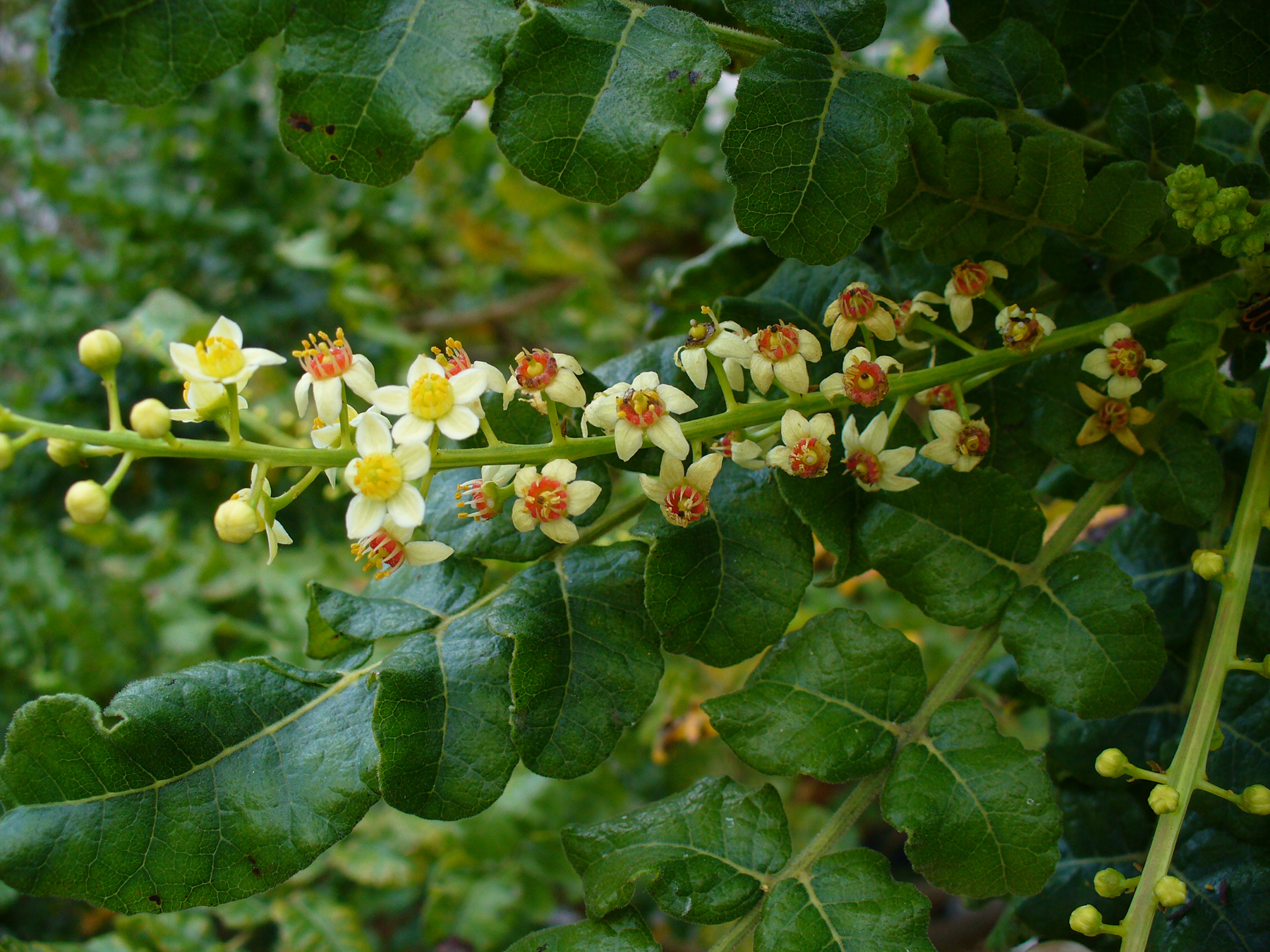
Kadidlovník pravý (Boswellia sacra)

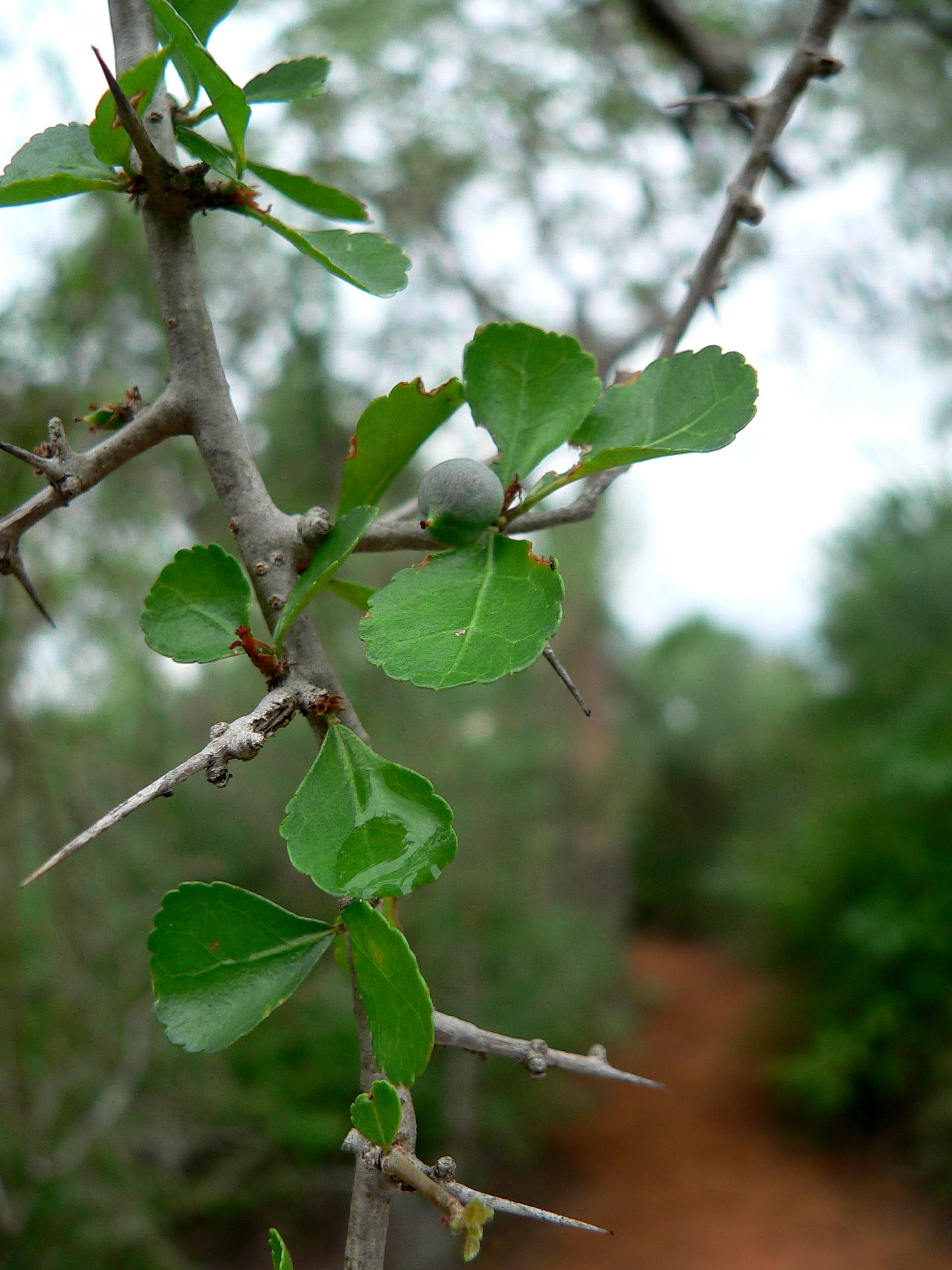
Větvička myrhovníku Commiphora simplicifolia

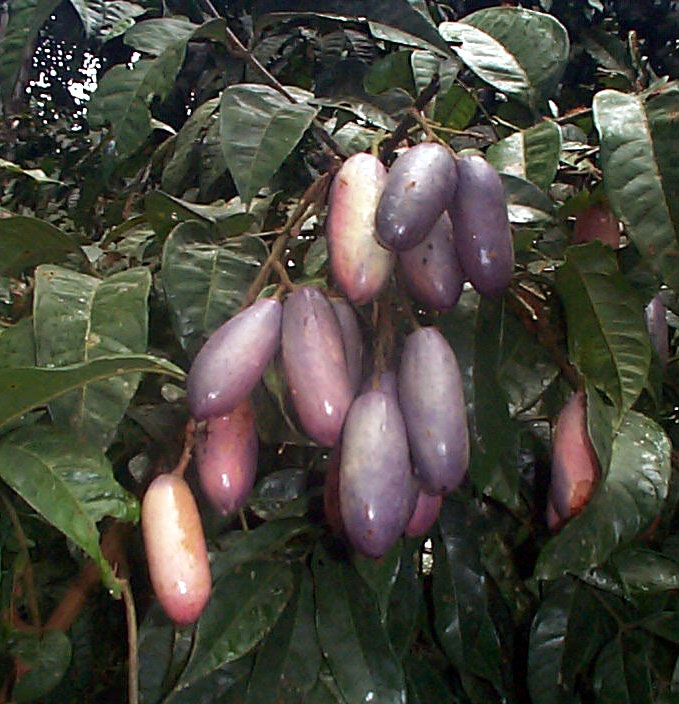
Kanárník Canarium edule

Březulovité (Burseraceae) je čeleď tropických rostlin z řádu mýdelníkotvarých.

## Rozšíření
Březulovité rostou převážně v tropických a subtropických oblastech celé Ameriky, Afriky včetně Madagaskaru, jižní a jihovýchodní Asie, Austrálie a také Melanésie. Některé rody rostou i v sušších oblastech severní Afriky a Blízkého východu, ty mnohdy můžeme řadit mezi sukulenty.

## Popis
Jsou to obvykle stromy se zbytnělým kmenem, méně častěji keře, které mají ve svém dřevě nebo kůře kanálky s nealergenními éterickými oleji, balzámy a pryskyřicemi. Rostliny bývají převážně dvoudomé, někdy mnohomanželné. Některé druhy jsou opadavé. Střídavé listy mívají palisty, nejčastěji jsou lichozpeřené, vzácně jednoduché, někdy trojčetné, bývají nahloučené na konci větviček.
Květy bývají uspořádány do úžlabních nebo terminálních květenství, která mívají formu lat nebo hroznů. Tří- až pětičetné cyklické květy střechovitého nebo miskovitého tvaru jsou jednopohlavné, vzácně oboupohlavné. Kališní lístky jsou nejčastěji spojeny, korunní plátky zase volné, někdy jedny nebo druhé chybí. Volných nebo srostlých tyčinek bývá stejně nebo dvojnásobně než korunních lístků. Některé rody mají dobře vyvinuty češule.
Plody tvoří peckovice, některé hodně dužnaté, s 1 až 5 jednosemennými peckami nebo s jednou vícesemennou. Semena nemají endosperm.

## Význam
Většina rodů této čeledě produkuje pryskyřice (na vzduchu tuhnou) a balzámy (zůstávají měkké). Např. ze stromů rodu kadidlovník (Boswellia) se získává kadidlo, z rodu myrhovník (Commiphora) zase myrha. Obé se dostává nařezáním kůry, z jejichž kanálků vytéká pryskyřičná tekutina. Kadidlo se používalo a stále ještě používá k náboženským obřadům a k léčení různých nemocí. Myrha byla ve středověku vzácná a velice drahá, používala se a používá společně s kadidlem, dnes se přidává do některých parfémů, zubních past a tinktur léčících dásně a menší rány. Pryskyřice ze stromu rodu kanárník (Canarium) se také používá v kosmetice, potravinářství i zdravotnictví. Rod procium (Protium) zase poskytuje kvalitní natěračskou pryskyřicí kopál.
Stromy rostoucí v západní Africe, např. rod Aucoumea, jsou pod obchodním názvem gaboon mahagon, těženy a vyváženy pro kvalitní dřevo a dále zpracovávány na dýhy a překližky. Ke stavebním nebo řezbářským účelům se používá také dřevo některých druhů kanárníku a dále rodů Dacryodes a Santiria. Plody a semena mnoha druhů jsou vhodnou potravou pro různé živočichy. Druh Dacryodes edulis ze střední a západní Afriky poskytuje olejnaté, jedlé plody známé jako safou a oblíbené zejména v konžské a angolské kuchyni. Z plodů kanárníků pěstovaných v Austrálii se lisuje potravinářský olej stejně jako z oliv.

## Seznam rodů
- březule (Bursera) Jacq. ex L., 1762
- kadidlovník (Boswellia) Roxb. ex Colebr., 1807
- kanárník (Canarium) L., 1759
- myrhovník (Commiphora) Jacq., 1794
- procium (Protium) Burm. f., 1768
- Aucoumea Pierre, 1896
- Beiselia Forman, 1987
- Crepidospermum Hook. f., 1862
- Dacryodes Vahl, 1810
- Garuga Roxb., 1811
- Haplolobus H. J. Lam, 1931
- Paraprotium Cuatrec., 1952
- Santiria Blume, 1850
- Scutinanthe Thwaites, 1856
- Tapirocarpus Sagot, 1882
- Tetragastris Gaertn., 1790
- Trattinnickia Willd., 1755
- Triomma Hook. f., 1860 [7]